# Shadrack Kipchirchir Kemboi
Shadrack Kipchirchir Kemboi (19 februari 1986) is een Keniaanse langeafstandsloper, die gespecialiseerd is in de marathon. Hij nam eenmaal deel aan de Olympische Spelen, maar won bij die gelegenheid geen medailles.

## Loopbaan
Kemboi nam in 2012 deel aan de marathon van Zürich. Hij werd tweede achter zijn landgenoot Franklin Chepkwony, die de wedstrijd won in 2:10.58.

## Persoonlijke records
| Onderdeel      | Prestatie | Datum         | Plaats   |
| -------------- | --------- | ------------- | -------- |
| 15 km          | 42.44     | 13 maart 2011 | Den Haag |
| 20 km          | 57.46     | 13 maart 2011 | Den Haag |
| halve marathon | 1:01.02   | 13 maart 2011 | Den Haag |
| marathon       | 2:11.11   | 22 april 2012 | Zürich   |

## Palmares

### 10.000 m
- 2016: 19e OS - 27.58,32

### 5 km
- 2011:  Stratenloop in Werkendam - 14.31

### 10 km
- 2010:  Kö-Lauf in Düsseldorf - 28.35
- 2010: 5e TESCO Grand Prix Prague in Praag - 29.01
- 2011:  Kö-Lauf in Dusseldorf - 28.45
- 2012:  Gerard Tebroke Memorial in Aalten - 29.01

### 10 Eng. mijl
- 2010:  Internationaler Schortenser Jever Funlauf - 45.23
- 2011:  Internationaler Schortenser Jever Funlauf - 46.50
- 2011:  Hemmeromloop - 47.27

### halve marathon
- 2010:  halve marathon van Altötting - 1:02.07
- 2011: 8e City-Pier-City Loop - 1:01.02
- 2012:  halve marathon van Leeuwarden - 1:06.33

### marathon
- 2012:  marathon van Zürich - 2:11.10,2
- 2012:  marathon van Soweto - 2:16.28
- 2013:  marathon van Johannesburg - 2:14.02
- 2014: 4e marathon van Kaapstad - 2:14.15
- 2014: 7e marathon van Soweto - 2:21.28
- 2015:  marathon van Kaapstad - 2:11.41